# アプラス
株式会社アプラス（APLUS Co.,Ltd.）は、SBI新生銀行グループの中堅クレジットカード・信販会社である。
2010年4月から事業持株会社へ移行し、株式会社アプラスフィナンシャル（旧:（旧）株式会社アプラス）が行っていた主要事業を承継する形で発足した会社である。

## 概要
2009年4月に前:アプラスの100%子会社「アプラスクレジット」として設立され、2010年4月1日にそれまでの前:アプラスが行っていた信販事業を譲受し、アプラス（2代目）へ商号変更して営業開始した。前:アプラスは同日付でアプラスフィナンシャルへ商号変更している。
なお、前アプラスが行っていたローンカードや証書貸付ローンなどに係る事業は、一時期兄妹会社である「アプラスパーソナルローン」へ承継されていていたが、2022年1月にアプラスフィナンシャルを吸収合併した事に伴い、ローンカードや証書貸付ローンなどに係る事業も手掛けるようになった。

## 沿革
2010年3月までの前:アプラスが行っていた事業については
- 2009年4月 - アプラスクレジット設立
- 2010年4月1日 - アプラス（同日付でアプラスフィナンシャルへ商号変更）が行っていた信販・クレジットカード事業を譲受し、アプラスへ商号変更する。
- 2015年3月1日 - 新生カード株式会社を吸収合併。
- 2015年10月1日 - 株式会社エヌシーカード仙台及び新生セールスファイナンス株式会社を吸収合併[2]。
- 2022年1月1日 - アプラスフィナンシャルを吸収合併[1]。
- 2023年2月1日 - 全国賃貸保証を吸収合併。
- 2025年4月1日 - クリアパスを吸収合併。

## 信販・信用保証
英会話学校授業料や各種小売店をはじめとする、ショッピングクレジット（分割払い）を取扱っている。
特に自動車関連のクレジットであるオートローンを得意とし、日本におけるポルシェ、フェラーリのオーナーを対象とした金融サービスも手がけている。
2008年頃からは主にフラット35での住宅ローン利用者を対象に、融資実行までに必要となる一戸建住宅の土地購入費や中間費用などの支払費用を先に融資する「つなぎローン」の提供を行っている。
2011年5月には利用額の0.5%Tポイントが付与される『Tポイント付アプラスショッピングクレジット』をリリースした。
また、全国の地方銀行などの金融機関の住宅ローンや個人ローン商品の信用保証業務も主業務としている。

## 収納代行・集金代行
40年以上かけて全国の金融機関と直接接続された独自の決済網を築いており、口座振替が出来ない金融機関が殆ど存在しない。

### 集金代行
コンビニ決済、口座振替、ペイジー決済に対応。

### WeChat Pay
株式会社ネットスターズと提携し、WeChat Payの決済代行業務を提供。

## クレジットカード
国際ブランドとしてJCB、MasterCard、VISAブランドの付帯したカードを発行しており、クレジットカード有効会員数は2020年9月現在、475万人（昨年同月の会員数は493万人）。
クレジットカード事業に注力しているが、同業他社が会員数を増やす中、有効会員数は減少を続けており、2019年度には500万人を割り込んでいる。大型提携先が少なく、カード獲得方法も旧態的な非効率な手法である事が有効会員数減少の主な要因である。
JCBブランドは大手信販会社の中で最も早期に発行を開始。VISA、MasterCardでは共にプリンシパルメンバーに認定されている。
MasterCardにおいては「Platinum MasterCard」の上位券種にあたるWorld MasterCardをポルシェカード（提携カード）で発行。
米国Black Card LLCと提携した「LUXURY CARD」では日本で唯一、MasterCardの最上位であるWorld Elite MasterCardを発行する（現在は唯一ではなく、三井住友トラストクラブからも発行されている）。

### 提携カード

#### ジャンル別
Vポイント提携
- 「Vポイントカードプラス PREMIUM」[3]

エンターテイメント系
- 「CNプレイガイドカード」
- 「TETSUYA Official Card」
- 「HR ASSIST CARD」
- 「TSUTAYA Tカードプラス」
- 「Tカードプラス（WonderGOO・新星堂発行）」

懸賞・ポイント系
- 「ECナビカード」
- 「ワラウカード」

ショッピング系
- 「ミナピタカードJCB（なんばCITY・南海電鉄）」
- 「エメラルドSTACIA　MasterCard（阪急阪神百貨店）」
- 「HALYRUID GOLD CARD」
- 「エバーライフカード」
- 「フィールカードプレミア・フィールカードファースト」
- 「ファミリアTカード MasterCard」（提携終了）[4]

自動車系
- 「Tカードプラス（コバックメンバーズ）」（車検のコバックとの提携カード）
- 「Vポイントカードプラス（スマイルパーソナル）」（鈴与商事との提携カード。スマイル加盟店ではVポイント2倍付与や商品割引などの特典がある）[5]
- 「ポルシェカード」（ポルシェ ファイナンシャルサービス ジャパン株式会社と提携したプレミアムカード。申し込みはポルシェオーナーのみに限られる）
- 「Vポイントカードプラス（RS TAICHI）」[5]

住宅系
- 「サイバーエステートカードVISA」
- 「日立チェーンストールTカード」
- 「Tカードプラス（レオパレスメンバー）」
- 「Tカードプラス（アプラス発行G）」（アプラスが提供する住宅ローン「マイホームプラン（パッケージ型）」申込者のみ申込可能。）

スポーツ系
- 「ボルシア・ドルトムントカード」
- 「マンチェスター・ユナイテッドカード」
- 「ベルマーレオフィシャルクラブカード」

旅行系
- 「ハワイラブカード（ゴールド）｣

金融系
- 「Vポイントカードプラス（こうのうMembers）」[6]

#### 新生銀行との共同商品
- 2007年3月 - 「新生VISAカード」の発行開始。
- 2008年6月 - 「新生銀行スマートカードローン」の保証業務開始。
- 2011年6月 - 「新生VISAカード」発行中止（以後更新も中止）。
- 2011年9月 - 「新生カードVISA」、「新生ゴールドカードVISA・JCB」発行開始。
- 2012年3月 - 「新生カードVISA」、「新生ゴールドカードVISA・JCB」発行中止。
- 2012年4月 - 「新生アプラスカード」、「新生アプラスゴールドカード」発行開始。

### 非接触決済

#### QUICPay（カード型）
QUICPay専用カードを追加発行して利用

#### QUICPay（モバイル型）
おサイフケータイ対応のスマートフォンや携帯電話で利用

#### Apple Pay
QUICPayに紐付けて利用可能

#### ICカード乗車券
| カードの名称       | 提携先       | ICカード乗車券        | 外部リンク |
| ------------------ | ------------ | --------------------- | ---------- |
| minapita JCBカード | 南海電気鉄道 | PiTaPa追加 カード対応 | ミナピタ   |

参考： minapita VISAカードは三井住友カードが発行 （三井住友カードは株式会社スルッとKANSAIからPiTaPaに関する業務を受託）。

## VISAプリペイドカード
満13歳以上から申し込み可能な事前チャージ方式のプリペイドカードで、チャージした残高内において世界中のVISA加盟店で利用可能、海外ATMでは現地通貨の出金が可能
オプション機能として、新生銀行パワーフレックス口座と紐付けるとFlex機能付きと呼ばれ、プリペイドカード残高の払い戻し手数料や海外ATM出金手数料が無料となる特典がつく。

### 海外プリペイドカードGAICA（磁気型）
2015年7月13日に新規発行開始、当初は海外専用プリペイドカードとしてスタート。
2017年6月25日に磁気型カードの発行停止。

### 海外プリペイドカードGAICA（Visa payWave ICチップ搭載型）
2017年6月26日に日本初のVisa payWave対応プリペイドカードとしてリニューアルし、国内VISA加盟店での利用やインターネットショッピングでの利用が可能となった。
Visa payWaveに対応する交通機関（ロンドン地下鉄やKLIAエクスプレスなど）では、手続き無しにIC乗車券として利用可能。